# Pinchas Scheinman
Pinchas Scheinman (hebr.:  פנחס שינמן, ang.: Pinhas Scheinman, ur. 1 lipca 1912 w Krakowie, zm. 10 października 1999) – izraelski polityk, w latach 1974–1984 poseł do Knesetu z listy Narodowej Partii Religijnej (Mafdal).

## Życiorys
W wyborach parlamentarnych w 1973 po raz pierwszy dostał się do izraelskiego parlamentu. Zasiadał w Knesetach VIII i IX kadencji, w obu był zastępcą przewodniczącego (Deputy Speaker).